# アイスランドプルーム
アイスランドプルーム（英: Iceland Plume）とは、アイスランドの島の地下のマントルに存在すると考えられているマントルプルームである。ただし、アイスランドプルームには、まだ不明な点も残っている。なお、片仮名表記ではアイスランドプリュームとされる場合もあるが、本項では以降、アイスランドプルームという表記に統一する。

## 概要
地球のマントルには幾つものマントルプルーム（周辺のマントルとは温度や密度が異なる場所）が存在すると考えられている。マントルプルームは、大きく分けて周辺のマントルよりも温度が高いホットプルームと、周辺のマントルよりも温度が低いコールドプルームが存在する。このアイスランドプルームは、周辺のマントルよりも温度が高いホットプルームであるとされる。
アイスランドプルームの根元がどの辺りにあるのかは、まだ合意が得られていない。しかし、少なくとも地表から400kmないしは500kmの深さはあると考えられており、場合によっては、もっとずっと深く、核とマントルとの境界付近（深さ約2,880km付近）に存在するかもしれないとも考えられている。なお、アイスランドプルームは、他のマントルプルームと比べて幅の細いプルームであると信じられており、その差し渡しは100km程度しかない可能性もある。また、アイスランドプルームは、ホットプルームとは言え、周辺のマントルに比べてそれほど温度が高いわけではないとも言われている。
ウィリアム・ジェイソン・モーガンのプルーム学説によれば、アイスランドプルームは、アイスランドの島の成因であり、また、現在のアイスランドの特徴となっている活発な火山活動の原因であると通常考えられている。